# Жарковский, Михаил Аркадьевич
Михаил Аркадьевич Жарковский (28 ноября 1919, Киев — 26 октября 2007, Москва) — советский актёр театра и кино. Заслуженный работник культуры РСФСР (1981).

## Биография
Сын оперного певца (бас-баритон) Аркадия Евсеевича Жарковского и Марии Аккиндиновны Жарковской (урождённой Странской).
- В 1945 году окончил Театральный институт имени Бориса Щукина (курс В. К. Львовой).
- С 1945 по 1964 гг. — актёр Театра имени Вахтангова.
- С 1964 по 1967 гг. — заместитель начальника управления театрами Министерства культуры СССР.
- С 1967 по 1977 гг. — директор Московского драматического Театра имени К. С. Станиславского.
- С 1977 по 1985 гг. — директор-распорядитель Московского музыкального Театра имени К. С. Станиславского и Немировича-Данченко.

В 1985 году Михаил Аркадьевич вышел на пенсию.
Похоронен на Пятницком кладбище в Москве.
Двоюродный брат — композитор Евгений Эммануилович Жарковский.
Сын — Дмитрий Жарковский (1956 г. р.) снимался в главной роли в фильме «Красные пчёлы».

## Фильмография
- 1958 — «Город на заре»
- 1972 — «Былое и думы» (4 серия) — Пётр Наумович, сотрудник канцелярии
- 1973 — «Семнадцать мгновений весны» — Кальтенбруннер
- 1974 — «Великий укротитель» — директор зоопарка
- 1975 — «Побег на рассвете» — Берг
- 1976 — «Жизнь и смерть Фердинанда Люса» — Кальтенбруннер
- 1977 — «Фронт за линией фронта» — Высокий-Кляйн
- 1978 — «Антонина Брагина» — Костя, начальник плавки
- 1986 — «Без срока давности»
- 1987 — «Отступник»
- 1991 — «Женщина для всех» — дядя Миша
- 1991 — «Плащаница Александра Невского» — иностранец Харрис